# Pheidole occipitalis
Pheidole occipitalis är en myrart som beskrevs av Andre 1890. Pheidole occipitalis ingår i släktet Pheidole och familjen myror.

## Underarter
Arten delas in i följande underarter:
- P. o. adami
- P. o. neutralis
- P. o. occipitalis